# Exils (film, 2004)
Pour les articles homonymes, voir Exils.
Pour plus de détails, voir Fiche technique et Distribution.
Exils est un film français réalisé par Tony Gatlif, sorti en 2004.

## Synopsis
Zano propose à sa compagne Naïma de traverser la France et l'Espagne pour rejoindre Alger et connaître, enfin, la terre qu'ont dû fuir leurs parents d'autrefois. En passant par l'Andalousie avant de se décider à franchir la Méditerranée, Zano et Naïma se lancent à la recherche de leurs racines avec comme seul bagage la musique.

## Fiche technique
- Titre : Exils
- Réalisation : Tony Gatlif
- Scénario : Tony Gatlif
- Musique : Tony Gatlif, Delphine Mantoulet
- Pays d'origine :  France
- Langue : arabe, espagnol, français, romani
- Genre : drame, aventures
- Durée : 104 min
- Dates de sortie : 25/08/2004

## Distribution
- Romain Duris : Zano
- Lubna Azabal : Naima
- Leila Makhlouf : Leila
- Habib Cheik : Habib
- Zouhir Gacem : Said

## Autour du film
- Le film raconte aussi le retour de Tony Gatlif sur la terre de son enfance, 43 ans après l'avoir quittée.
- Tony Gatlif a spontanément enrôlé Norig[1] sur la bande originale de ce film, époustouflé par sa voix et son aisance dans le répertoire traditionnel tzigane.

## Distinctions
- Prix de la mise en scène à Cannes
- Nomination aux Victoires de la musique 2005 dans la catégorie « album de musique originale de cinéma ou de télévision de l'année » finalement remportée par Les Choristes

### Revue de presse
- Jennifer Picard, «Exils. La grande évasion. Sentir la route, profiter de chaque rencontre, penser que voyager vaut mieux qu'arriver... Le réalisateur Tony Gatlif, Lubna Azabal et Romain Duris reviennent sur leur périple pour Exils, prix de la mise en scène au dernier Festival de Cannes.», Phosphore no 274, Groupe Bayard, Montrouge, septembre 2004, p. 4-6,  (ISSN 0249-8138)